# План „Дълес“
Планът „Дълес“ или Доктрината „Дълес“ (на руски: План Даллеса или Доктрина Даллеса) се нарича основният документ-мистификация, около който е развита конспиративна теория, според която началникът на ЦРУ през 50-те години на 20 век Алън Уелс Дълес е разработил план как в хода на Студената война САЩ да унищожат Съветския съюз посредством покваряване на културното наследство и моралните ценности на Съветската нация. Документът за първи път е публикуван в Русия след разпадането на СССР и оттогава до днес често е цитиран от видни руски и чужди политици, журналисти и писатели.
Текстът на плана е модифицирана версия на художествения роман „Вечният зов“ (Вечный зов) на Анатолий Иванов, където съдържанието му е представено като изложение от страна на един от злодеите в романа, нацистки колаборационист. За първи път е публикуван с названието „план“ и приписан на Алън Дълес през 1993 г. от митрополит Йоан Санктпетербургски във вестник „Советская Россия“. Литературният първоизточник на плана е установен в началото на първото десетилетие на 21 век.
Понятието План „Дълес“ може да се отнася още до някои извадени от контекста откъси от програмата NSC 20/1 на Съвета по национална сигурност на САЩ („Цели на САЩ по отношение на Русия“), представени от Николай Яковлев през 1983 г. в книгата му ЦРУ срещу СССР. Програмата е изготвена през 1948 г. и очертава основните политики на САЩ спрямо СССР. Въпреки това този текст нито има нещо общо с ЦРУ или с Алън Дълес, нито има общи концепции или съдържание с текста, представян и поддържан от привържениците на едноименната конспиративна теория.